# Central Lake
Central Lake är en ort i Antrim County, Michigan, USA.